# Ultimate Marvel Team-Up
Ultimate Marvel Team-Up è una serie a fumetti che è stata pubblicata dalla Marvel Comics negli Stati Uniti dal 2001 al 2002. In essa sono comparsi l'Uomo Ragno e altri personaggi dell'etichetta Ultimate Marvel.

## Storia editoriale
La serie era composta da sedici albi e uno one-shot (Ultimate Spider-Man Special), scritti da Brian Michael Bendis e disegnati da Matt Wagner, Phil Hester, Mike Allred, Bill Sienkiewicz, Jim Mahfood, John Totleben, Ron Randall, Chynna Clugston-Major, Ted McKeever, Terry Moore, Alex Maleev, Dan Brereton, John Romita Sr., Al Milgrom, Frank Cho, Scott Morse, Craig Thompson, Michael Avon Oeming, Jason Pearson, Sean Phillips, Mark Bagley, Rodney Ramos, P. Craig Russell, Jacen Burrows, Walden Wong, Leonard Kirk, Terry Pallort, Dave Gibbons, Mike Gaydos, James Kochalka, David Mack, Brett Weldele, Ashley Wood e Art Thibert.

## Personaggi
- Ultimate Spider-Man/Uomo Ragno
- Wolverine
- Sabretooth
- Hulk
- Iron Man
- Mercenari di Latveria
- Punitore
- Daredevil
- Fantastici Quattro
- Skrull
- Uomo Cosa
- Lizard
- X-Men
- Dottor Strange
- Xandu
- Vedova Nera
- Shang-Chi
- Blade
- Elektra